# 포톤 그린타운
포톤 그린타운은 재일홀딩스에서 판매하는 버스 시리즈이다.